# مالكوم س. غرو
مالكوم س. غرو (بالإنجليزية: Malcolm Cummings Grow)‏ هو جراح وضابط أمريكي، ولد في 19 نوفمبر 1887، وتوفي في 20 أكتوبر 1960.